# Уара (Чилі)
Уара (ісп. Huara) — селище в Чилі. Адміністративний центр однойменної комуни. Населення селища – 956 осіб (2002). Селище і комуна входить до складу провінції Тамаругаль і регіону Тарапака.
Територія — 10474,6 км². Чисельність населення - 2730 мешканців (2017). Щільність населення - 0,26 чол./км².

## Розташування
Селище розташоване за 47 км (75 км по дорозі) на північний схід від адміністративного центру області міста Ікіке на Панамериканському шосе.
Комуна межує:
- на півночі - комуна Камаронес
- на сході - комуни Камінья, Кольчане, Піка
- на півдні — комуни Ікіке, Альто-Оспісіо, Посо-Альмонте
- на заході - Тихий океан

Комуна також включає селище Пісагуа та інші села.